# 200000 Danielparrott
200000 Danielparrott este o planetă minoră (asteroid) din centura de asteroizi. A fost descoperită pe 12 mai 2007 la Mount Lemmon Survey⁠(d) de Mount Lemmon Survey⁠(d). 
Obiectul prezintă o orbită caracterizată de o semiaxă mare de 2,7112735346369 UAi, o excentricitate de 0,15184770773266, o înclinație de 7,6999989185227 ° în raport cu ecliptica.